# 孔子廟訴訟
孔子廟訴訟（こうしびょうそしょう）は、沖縄県那覇市が孔子廟のために都市公園内の土地を無償提供したことが、日本国憲法の政教分離に反するとして、市長による公園使用料の全額免除措置の無効と利用料の請求を求めた訴訟である。
最高裁判所は、2021年に憲法20条3項に反するとして公園使用料の全額免除は違法との違憲判断を下した。

## 概要
久米至聖廟（本件の「孔子廟」）は、元々17世紀に建てられたが第二次世界大戦で焼失し、那覇市内に再建されていた。琉球王国時代に中国から渡ってきたとされる人たちの子孫らの団体（久米崇聖会）は、「ゆかりの地に回帰させたい」として2013年に松山公園に久米至聖廟を移転し、その際に市は公園への設置を許可した。市は「体験学習施設」にあたると公益性を認め、年576万円となる公園の敷地の使用料を全額免除していた。
これについて、批評家の篠原章は中国人観光客向け施設ではないかなどと批判。篠原の知人である「住みよい那覇市をつくる会」会長の保守系活動家の金城テルが、政教分離に反するとして、市長による公園使用料の全額免除措置の無効と利用料の請求を求めて訴えた。訴えに対し、市は「沖縄の歴史や文化を伝え、観光にも活用される公共的な施設だ」と主張していた。

## 上告審判決
最高裁判所大法廷（裁判長：大谷直人）は、憲法第20条第3項違反を理由として、本件免除措置は違憲と判断した。

### 法廷意見
判決は、まず、「砂川政教分離訴訟」上告審判決を参照した上で、本件免除措置について「信教の自由の保障の確保という制度の根本目的との関係で相当とされる限度を超えて、政教分離規定に違反するか否かを判断するに当たっては、当該施設の性格、当該免除をすることとした経緯、当該免除に伴う当該国公有地の無償提供の態様、これらに対する一般人の評価等、諸般の事情を考慮し、社会通念に照らして総合的に判断すべき」と判示した。
そして、同判決は、久米至聖廟の観光資源としての意義や歴史的価値をもって無償提供する合理性はないと指摘の上で、「この施設で行われる祭礼は、孔子を歴史上の偉大な人物として顕彰するだけでなく、霊をあがめ奉る宗教的意義のある儀式で、施設には宗教性がある。市が特定の宗教に対して特別な便益を提供していると評価されてもやむをえない」と指摘した。また、年576万円の使用料を免除された久米崇聖会の利益は「相当に大きい」として、公園使用料の免除は「市と宗教との関わり合いが、我が国の社会的、文化的諸条件に照らし、信教の自由の保障の確保という制度の根本目的との関係で相当とされる限度を超えるものとして、憲法20条3項の禁止する宗教的活動に該当する」と判断した。
また、公園使用料の一部減額ができるとした控訴審の結論を認めず、市に公園使用料を全額請求するように求めている。
今回の判決は、裁判官15人のうち14人の多数意見であった。

### 反対意見
林景一裁判官は、判決の反対意見にて「もはや宗教性がないか、既に希薄化していると考えられる中で、外観のみで、宗教性を肯定し、これを前提に政教分離規定違反とすることは、いわば「牛刀をもって鶏を割く」の類というべきものである。」と、孔子らの言行を記録した「論語」陽貨からの成句「牛刀をもって鶏を割く」を用いた。林裁判官は、年500万円以上にも上る使用料を全額免除したこと自体については「公的支援として過ぎたるものではないかという違和感を覚える」としながらも、政教分離に反しないため無効とは判断しないとしている。

## 評価
佐々木弘通（東北大学教授・憲法）は、今回の判決を「施設の設置許可自体も違憲だとほのめかして」いるとして高く評価している。

### 他の施設への影響
原告側代理人の弁護士は、他の孔子廟については今回の判決が影響することはないと表明している。
大法廷は、歴史的・文化財的な価値や、観光資源などとしての意義があれば、施設に宗教的性格があっても「公有地の使用料が免除される場合もあり得る」としている。佐々木弘通（東北大学教授・憲法）は、他の施設についてはそれぞれの実情に合わせて判断するので、今回の判決の影響はほぼないとしている。
土地も建物も国の所有であり、国の史跡である湯島聖堂を管理する公益財団法人の事務局長は、朝日新聞の取材に対して「判決の影響は心配していない」と話した。日本最古の孔子廟がある史跡足利学校の所長は、朝日新聞の取材に対して「観光や地域の交流の場であり、沖縄のケースとは異なる」と話している。

## 関連訴訟
原告は、孔子廟の公園からの撤去などを求める住民訴訟も起こしている。2022年3月23日の地裁判決では、前述の裁判の判決を受けて市が施設の所有法人に公園使用料を請求し、受け取っていることから、政教分離に反しないとして公園からの撤去を求める訴えは却下された。2023年4月13日、福岡高等裁判所那覇支部は一審の地裁判決を支持し、原告側の控訴を棄却。原告側は上告するも、2025年3月17日に最高裁は上告を棄却した。